# Esse Petersson
Esse Anders Sivert Petersson, född 11 augusti 1944 i Värnamo, är en svensk lantbrukare och folkpartistisk politiker. 
Esse Petersson, som kommer från en bondefamilj, gick på lantbruksskola 1961–1962 och är lantbrukare i Fryele församling sedan 1976. Han är också aktiv kommun- och landstingspolitiker och har haft framträdande uppdrag i nykterhetsrörelsen, bland annat som riksordförande i Sveriges Blåbandsförbund 1987–1991.
Han var ersättare i Sveriges riksdag för Jönköpings läns valkrets i kortare perioder 1977 och våren 1978 samt 1978/79–1981/82. I riksdagen var han bland annat ledamot i jordbruksutskottet 1979–1982 och suppl. konstitutionsutskottet 1978–1982. Som riksdagsledamot var han särskilt engagerad i miljöfrågor, narkotikapolitik, skatter, närings- och skogspolitik samt konstitutionella frågor och biståndsverksamhet.
Han var landstingsledamot 1973–2014, landstingsfullmäktiges ordförande 1979–1982 och gruppledare 1998–2010 för Folkpartiets landstingsgrupp i Jönköpings län. Frågor som särskilt engagerat honom är regionfrågan, hälso- och sjukvård samt kommunikationer.  
Tilldelades Liberalernas Karl Staaff plakett i silver "För trogen liberal gärning" 16 april 2016. Engagerad under 55 år i Folkpartiet samt 41 år i landstinget, 5 år i riksdagen och över 25 år i kommunpolitiken.   